# (13441) Janmerlin
(13441) Janmerlin est un astéroïde de la ceinture principale.

## Description
(13441) Janmerlin est un astéroïde de la ceinture principale. Il fut découvert le 24 septembre 1960 à l'Observatoire Palomar par Cornelis Johannes van Houten, Ingrid van Houten-Groeneveld et Tom Gehrels. Il présente une orbite caractérisée par un demi-grand axe de 2,63 UA, une excentricité de 0,26 et une inclinaison de 11,9° par rapport à l'écliptique.

## Compléments